# Невилл, Чарльз (мятежник)
Чарльз Невилл (англ. Charles Neville; ум. 29 сентября 1469) — английский аристократ, младший сын Томаса Невилла из Брансепета и Элизабет Бомонт, участник войны Алой и Белой розы на стороне Ланкастеров. В 1469 году участвовал в неудачном мятеже старшего брата Хамфри Невилла против короля Эдуарда IV, при подавлении которого был вместе с братом захвачен в плен и казнён.

## Происхождение
Чарльз происходил из старшей ветви аристократического английского рода Невиллов, который был вторым по значимости родом в Северо-Восточной Англии после рода Перси. Отец Чарльза, Томас, был младшим из трёх сыновей Джона Невилла, старшего сына Ральфа Невилла, 1-го графа Уэстморленда, одного из самых могущественных магнатов в Северной Англии, от первого брака с Маргарет Стаффорд. Он умер раньше отца — в 1420 году. При этом по завещанию графа Уэстморленда, составленному в 1424 году, дети, родившиеся от его первого брака, были лишены большинства владений, переданных детям от второго брака с Джоан Бофорт, легитимизированной дочери Джона Гонта, герцога Ланкастера и Екатерины Суинфорд. Томас и двое его старших братьев, Ральф Невилл (17 сентября 1406 — 3 ноября 1484), 2-й граф Уэстморленд, и Джон Невилл (ок. 1410 — 29 марта 1461) в .
В 1430-е годы между представителями двух ветвей Невиллов велась феодальная война, в которой братья (особенно второй, Джон) играли заметную роль. Но при этом спор был неравным, ибо граф Солсбери был богаче, а также был связан со многими влиятельными представителями знати и духовенство, а также находился в близком родстве с королём.
Вражда между двумя ветвями рода продолжалась до 1443 года, когда было достигнуто формальное урегулирование земельного спора. Хотя граф Уэстморленд и смог получить родовой замок Рэби и другие владения в Дареме, однако остальные владения так и остались у графа Солсбери. В итоге представители старшей ветви Невиллов продолжали обижаться на своих кузенов. В результате конфликт окончательно так и не угас; он привёл к тому, что во время политических событий 1450-х годов, которые привели к войне Алой и Белой розы, представители двух ветвей Невиллов оказались в разных лагерях: потомки Маргарет Стаффорд поддерживали Ланкастеров, а потомки Джоан Бофорт (граф Солсбери и его сыновья) — Йорков.
Томас достаточно удачно женился, его жена Элизабет Бомонт происходила из аристократического английского рода Бомонтов (ветви французского рода Бриеннов) и была дочерью сэра Генри Бомонта, 5-го барона Бомонта. Она на правах вдовьей доли владела частью земель двух предыдущих мужей, Уильяма Дейнкура и сэра Ричарда Гастингса. В этом браке у него родилось двое сыновей: Хамфри и Чарльз. Также у него был незаконнорождённый сын Джеффри.

## Биография
О биографии Чарльза известно мало. Как и старший брат, Чарльз во время войны Алой и Белой розы был сторонником Ланкастеров, воюя вместе с Хамфри, который с 1461 года стал фактическим главой старшей ветви Невиллов, весной 1464 года присоединился к герцогу Сомерсету и другим сторонникам Генриха VI в Нортумберленде, создавшим там небольшой ланкастерский анклав вокруг замков Алник и Бамборо. После подавления мятежа в Северной Англии летом 1464 года Хамфри не захотел приносить присягу Эдуарду IV. Он отправился в отдалённые долины Хексамшира, откуда в течение 5 лет совершал разбойничьи нападения. К августу 1466 года его действия вызвали серьёзные проблемы. В 1469 году Хамфри воспользовался восстанием графа Уорика против Эдуарда IV, пленившего короля в замке Мидлэм, подняв восстание в Шотландской марке, в нём принимал участие и Чарльз. У Уорика не хватило сил покончить с мятежом, поэтому он был вынужден в сентябре примириться с Эдуардом IV. Объединившись, они двинулись на север и подавили восстание, а Хамфри и Чарльз были захвачены в плен. Их доставили в Йорк, где 29 сентября оба были казнены.